# OfficeSuite
OfficeSuiteは、MobiSystemsが開発し提供しているクロスプラットフォームのオフィス スイートである。
2022年現在は、Android、iOS、Microsoft Windows向けに提供されている。かつてはPalm OSやSymbian OSにも提供されていた。

## 構成ソフト
- Documents：ワープロソフト
- Sheets：表計算ソフト
- Slides：プレゼンテーションソフト
- Mail：電子メールクライアント、カレンダー
- PDF：PDFビューアー・PDF変換ツール

## 機能・特徴
- Microsoft Officeの各ファイル形式との互換性をもっている。
- Box（英語版）、OneDrive、Dropbox、iCloud、Google Drive、Amazon Cloud Driveなどのクラウドストレージに接続できる。
- MobiSystems独自のクラウドストレージ「MobiDrive」を利用できる。
- Windows PCとモバイルデバイス間でシームレスに連携して作業を継続できる。

## 評価
- 2018年4月、Google Playの優れたアプリを紹介するAndroid Excellenceプログラムで選出された[3][4]。
- ソニー、アマゾン、アルカテル、シャープ、東芝、ZTE、ファーウェイ、京セラなどのデバイスにプレインストールされたことがある。
  - Android向けOfficeSuiteはソニーからの要求を受けて開発されたものである[5]。

## 歴史
- 2001年7月22日 - Palm OS向けのワープロソフト「QuickWrite」をリリース[6]。
- 2003年7月30日 - Palm OS向けのオフィススイート「Mobile Office 2003」をリリース[7]。
- 2006年3月15日 - Symbian OSのS60プラットフォーム向け 「OfficeSuite」をリリース[8]。
- 2009年8月27日 - Android向けのオフィススイート「OfficeSuite」をリリース[9]。
- 2013年7月 - iOS向けのオフィススイート「OfficeSuite」をリリース[10]。
- 2016年11月1日 - Windows向けのオフィススイート「OfficeSuite」をリリース[11][12]。